# Lal Khan
Pour les articles homonymes, voir Khan (homonymie).
Lal Khan (juin 1956 - 21 février 2020) est un militant marxiste pakistanais. Docteur en médecine de profession, il a été jusqu'en 2016 l'une des principales figures de la Tendance marxiste internationale (TMI) aux côtés de Alan Woods, avant de rompre avec lui.
Il est le fondateur de Class Struggle ("Lutte des classes"), principale organisation marxiste du Pakistan.